# Echiniscus melanophthalmus
Echiniscus melanophthalmus är en djurart som tillhör fylumet trögkrypare, och som beskrevs av Bartos 1936. Echiniscus melanophthalmus ingår i släktet Echiniscus och familjen Echiniscidae. Inga underarter finns listade i Catalogue of Life.